# Llista d'asteroides/187801-187900
| Nom      | Designació provisional | Data de descobriment   | Lloc de descobriment | Descobridor/s                        |
| -------- | ---------------------- | ---------------------- | -------------------- | ------------------------------------ |
| 187801 - | 1999 HZ5               | 18 d'abril de 1999     | Kitt Peak            | Spacewatch                           |
| 187802 - | 1999 JU2               | 8 de maig de 1999      | Xinglong             | Beijing Schmidt CCD Asteroid Program |
| 187803 - | 1999 JN8               | 14 de maig de 1999     | Socorro              | LINEAR                               |
| 187804 - | 1999 OB2               | 22 de juliol de 1999   | Socorro              | LINEAR                               |
| 187805 - | 1999 RR32              | 8 de setembre de 1999  | Bologna              | Osservatorio San Vittore             |
| 187806 - | 1999 RB51              | 7 de setembre de 1999  | Socorro              | LINEAR                               |
| 187807 - | 1999 RM189             | 9 de setembre de 1999  | Socorro              | LINEAR                               |
| 187808 - | 1999 RA214             | 13 de setembre de 1999 | Kitt Peak            | Spacewatch                           |
| 187809 - | 1999 TS16              | 14 d'octubre de 1999   | Ondřejov             | L. Šarounová                         |
| 187810 - | 1999 TC18              | 10 d'octubre de 1999   | Xinglong             | Beijing Schmidt CCD Asteroid Program |
| 187811 - | 1999 TX77              | 10 d'octubre de 1999   | Kitt Peak            | Spacewatch                           |
| 187812 - | 1999 TU131             | 6 d'octubre de 1999    | Socorro              | LINEAR                               |
| 187813 - | 1999 TR154             | 7 d'octubre de 1999    | Socorro              | LINEAR                               |
| 187814 - | 1999 TL159             | 9 d'octubre de 1999    | Socorro              | LINEAR                               |
| 187815 - | 1999 TH164             | 10 d'octubre de 1999   | Socorro              | LINEAR                               |
| 187816 - | 1999 TL177             | 10 d'octubre de 1999   | Socorro              | LINEAR                               |
| 187817 - | 1999 TP225             | 2 d'octubre de 1999    | Kitt Peak            | Spacewatch                           |
| 187818 - | 1999 TA229             | 3 d'octubre de 1999    | Catalina             | CSS                                  |
| 187819 - | 1999 TD244             | 7 d'octubre de 1999    | Catalina             | CSS                                  |
| 187820 - | 1999 TP253             | 10 d'octubre de 1999   | Socorro              | LINEAR                               |
| 187821 - | 1999 TS260             | 11 d'octubre de 1999   | Kitt Peak            | Spacewatch                           |
| 187822 - | 1999 UH7               | 30 d'octubre de 1999   | Socorro              | LINEAR                               |
| 187823 - | 1999 UK16              | 29 d'octubre de 1999   | Catalina             | CSS                                  |
| 187824 - | 1999 UH32              | 31 d'octubre de 1999   | Kitt Peak            | Spacewatch                           |
| 187825 - | 1999 UP32              | 31 d'octubre de 1999   | Kitt Peak            | Spacewatch                           |
| 187826 - | 1999 US32              | 31 d'octubre de 1999   | Kitt Peak            | Spacewatch                           |
| 187827 - | 1999 UW33              | 31 d'octubre de 1999   | Kitt Peak            | Spacewatch                           |
| 187828 - | 1999 VX21              | 12 de novembre de 1999 | Višnjan Observatory  | K. Korlević                          |
| 187829 - | 1999 VT58              | 4 de novembre de 1999  | Socorro              | LINEAR                               |
| 187830 - | 1999 VG61              | 4 de novembre de 1999  | Socorro              | LINEAR                               |
| 187831 - | 1999 VC95              | 9 de novembre de 1999  | Socorro              | LINEAR                               |
| 187832 - | 1999 VU95              | 9 de novembre de 1999  | Socorro              | LINEAR                               |
| 187833 - | 1999 VO105             | 9 de novembre de 1999  | Socorro              | LINEAR                               |
| 187834 - | 1999 VM121             | 4 de novembre de 1999  | Kitt Peak            | Spacewatch                           |
| 187835 - | 1999 VH134             | 10 de novembre de 1999 | Kitt Peak            | Spacewatch                           |
| 187836 - | 1999 VM147             | 13 de novembre de 1999 | Socorro              | LINEAR                               |
| 187837 - | 1999 VQ153             | 11 de novembre de 1999 | Kitt Peak            | Spacewatch                           |
| 187838 - | 1999 VT165             | 14 de novembre de 1999 | Socorro              | LINEAR                               |
| 187839 - | 1999 VD184             | 15 de novembre de 1999 | Socorro              | LINEAR                               |
| 187840 - | 1999 VF188             | 15 de novembre de 1999 | Socorro              | LINEAR                               |
| 187841 - | 1999 VF208             | 9 de novembre de 1999  | Kitt Peak            | Spacewatch                           |
| 187842 - | 1999 VJ225             | 5 de novembre de 1999  | Socorro              | LINEAR                               |
| 187843 - | 1999 XN50              | 7 de desembre de 1999  | Socorro              | LINEAR                               |
| 187844 - | 1999 XP53              | 7 de desembre de 1999  | Socorro              | LINEAR                               |
| 187845 - | 1999 XW109             | 4 de desembre de 1999  | Catalina             | CSS                                  |
| 187846 - | 1999 XK135             | 8 de desembre de 1999  | Socorro              | LINEAR                               |
| 187847 - | 1999 XM138             | 4 de desembre de 1999  | Kitt Peak            | Spacewatch                           |
| 187848 - | 1999 XC246             | 5 de desembre de 1999  | Socorro              | LINEAR                               |
| 187849 - | 1999 XM248             | 6 de desembre de 1999  | Socorro              | LINEAR                               |
| 187850 - | 2000 AB48              | 5 de gener de 2000     | Socorro              | LINEAR                               |
| 187851 - | 2000 AG151             | 11 de gener de 2000    | Prescott             | P. G. Comba                          |
| 187852 - | 2000 AA170             | 7 de gener de 2000     | Socorro              | LINEAR                               |
| 187853 - | 2000 AA225             | 11 de gener de 2000    | Kitt Peak            | Spacewatch                           |
| 187854 - | 2000 AS253             | 7 de gener de 2000     | Kitt Peak            | Spacewatch                           |
| 187855 - | 2000 GP4               | 4 d'abril de 2000      | Socorro              | LINEAR                               |
| 187856 - | 2000 GL155             | 6 d'abril de 2000      | Anderson Mesa        | LONEOS                               |
| 187857 - | 2000 HA5               | 27 d'abril de 2000     | Socorro              | LINEAR                               |
| 187858 - | 2000 HA31              | 28 d'abril de 2000     | Socorro              | LINEAR                               |
| 187859 - | 2000 HL69              | 25 d'abril de 2000     | Anderson Mesa        | LONEOS                               |
| 187860 - | 2000 JM10              | 7 de maig de 2000      | Socorro              | LINEAR                               |
| 187861 - | 2000 KG17              | 28 de maig de 2000     | Socorro              | LINEAR                               |
| 187862 - | 2000 LW14              | 7 de juny de 2000      | Socorro              | LINEAR                               |
| 187863 - | 2000 LW25              | 11 de juny de 2000     | Socorro              | LINEAR                               |
| 187864 - | 2000 NE6               | 3 de juliol de 2000    | Kitt Peak            | Spacewatch                           |
| 187865 - | 2000 OG56              | 29 de juliol de 2000   | Anderson Mesa        | LONEOS                               |
| 187866 - | 2000 OV59              | 29 de juliol de 2000   | Anderson Mesa        | LONEOS                               |
| 187867 - | 2000 OJ60              | 29 de juliol de 2000   | Anderson Mesa        | LONEOS                               |
| 187868 - | 2000 PA10              | 1 d'agost de 2000      | Socorro              | LINEAR                               |
| 187869 - | 2000 QH51              | 24 d'agost de 2000     | Socorro              | LINEAR                               |
| 187870 - | 2000 QH62              | 28 d'agost de 2000     | Socorro              | LINEAR                               |
| 187871 - | 2000 QC64              | 28 d'agost de 2000     | Socorro              | LINEAR                               |
| 187872 - | 2000 QB70              | 24 d'agost de 2000     | Socorro              | LINEAR                               |
| 187873 - | 2000 QN78              | 24 d'agost de 2000     | Socorro              | LINEAR                               |
| 187874 - | 2000 QH91              | 25 d'agost de 2000     | Socorro              | LINEAR                               |
| 187875 - | 2000 QX91              | 25 d'agost de 2000     | Socorro              | LINEAR                               |
| 187876 - | 2000 QT104             | 28 d'agost de 2000     | Socorro              | LINEAR                               |
| 187877 - | 2000 QG117             | 25 d'agost de 2000     | Socorro              | LINEAR                               |
| 187878 - | 2000 QL120             | 25 d'agost de 2000     | Socorro              | LINEAR                               |
| 187879 - | 2000 QQ169             | 31 d'agost de 2000     | Socorro              | LINEAR                               |
| 187880 - | 2000 QK176             | 31 d'agost de 2000     | Socorro              | LINEAR                               |
| 187881 - | 2000 QY211             | 31 d'agost de 2000     | Socorro              | LINEAR                               |
| 187882 - | 2000 QW230             | 31 d'agost de 2000     | Kitt Peak            | Spacewatch                           |
| 187883 - | 2000 RW                | 1 de setembre de 2000  | Socorro              | LINEAR                               |
| 187884 - | 2000 RS42              | 3 de setembre de 2000  | Socorro              | LINEAR                               |
| 187885 - | 2000 RS53              | 7 de setembre de 2000  | Bisei SG Center      | BATTeRS                              |
| 187886 - | 2000 RV53              | 7 de setembre de 2000  | Socorro              | LINEAR                               |
| 187887 - | 2000 RW64              | 1 de setembre de 2000  | Socorro              | LINEAR                               |
| 187888 - | 2000 RV73              | 2 de setembre de 2000  | Socorro              | LINEAR                               |
| 187889 - | 2000 SV5               | 22 de setembre de 2000 | Socorro              | LINEAR                               |
| 187890 - | 2000 SW41              | 24 de setembre de 2000 | Socorro              | LINEAR                               |
| 187891 - | 2000 ST46              | 23 de setembre de 2000 | Socorro              | LINEAR                               |
| 187892 - | 2000 SD59              | 24 de setembre de 2000 | Socorro              | LINEAR                               |
| 187893 - | 2000 SF85              | 24 de setembre de 2000 | Socorro              | LINEAR                               |
| 187894 - | 2000 SF142             | 23 de setembre de 2000 | Socorro              | LINEAR                               |
| 187895 - | 2000 SJ165             | 23 de setembre de 2000 | Socorro              | LINEAR                               |
| 187896 - | 2000 SJ189             | 22 de setembre de 2000 | Haleakala            | NEAT                                 |
| 187897 - | 2000 SM198             | 24 de setembre de 2000 | Socorro              | LINEAR                               |
| 187898 - | 2000 ST213             | 25 de setembre de 2000 | Socorro              | LINEAR                               |
| 187899 - | 2000 SU261             | 24 de setembre de 2000 | Socorro              | LINEAR                               |
| 187900 - | 2000 SR265             | 26 de setembre de 2000 | Socorro              | LINEAR                               |